# Lubuk Ogung
Lubuk Ogung is een bestuurslaag in het regentschap Pelalawan van de provincie Riau, Indonesië. Lubuk Ogung telt 3324 inwoners (volkstelling 2010).